# 매탄중학교
매탄중학교(梅灘中學校)는 대한민국 경기도 수원시 영통구 매탄동에 위치한 공립 중학교로, 2009년에 개교되었다.

## 학교 연혁
- 2009년 1월 2일 : 매탄중학교 설립 인가, 8학급
- 2009년 3월 1일 : 매탄중학교 개교
- 2009년 3월 1일 : 초대 오덕환 교장 취임
- 2009년 3월 1일 : 제1회 신입생 입학 8학급 배정(325명)
- 2012년 2월 7일 : 제1회 졸업생 졸업 317명
- 2021년 3월 1일 : 제5대 김인욱 교장 취임
- 2023년 3월 2일 : 제15회 신입생 입학 260명
- 2024년 1월 8일 : 제13회 졸업생 졸업 230명

## 참고 자료
- 매탄중학교 - 한국교육학술정보원 학교알리미